# Ділове (пункт контролю)
47°56′23″ пн. ш. 24°10′47″ сх. д. / 47.93972° пн. ш. 24.17972° сх. д.
Ділове́ — пункт пропуску через державний кордон України на кордоні з Румунією.

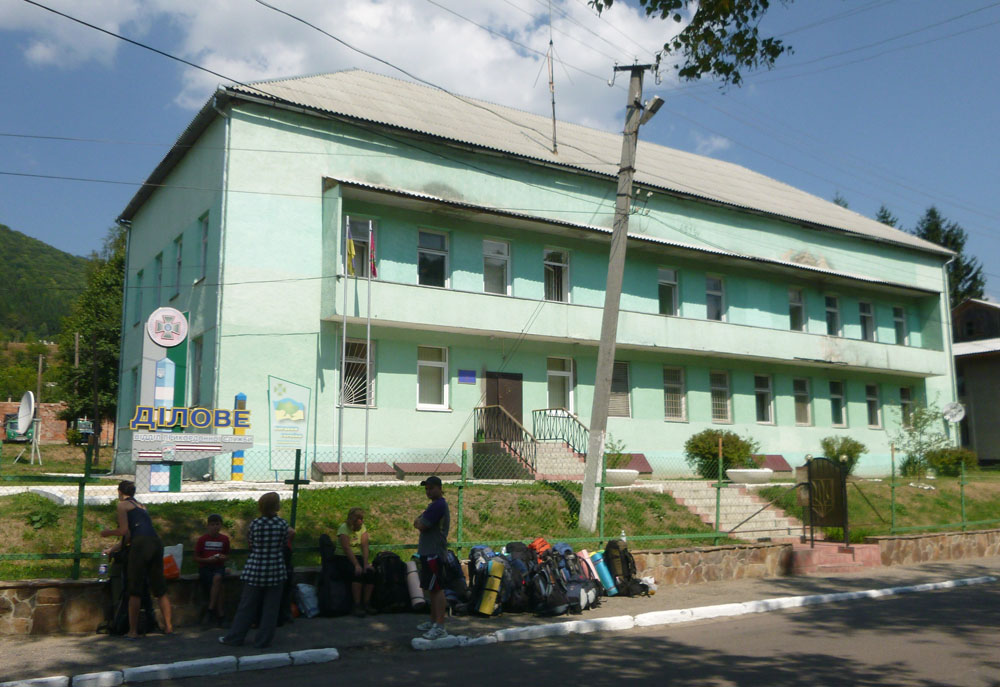
Прикордонна застава, с. Ділове

Розташований у Закарпатській області, Рахівський район, поблизу однойменного села (зупинний пункт Ділове) на автошляху Н09. З румунського боку знаходиться пункт пропуску «Валя-Вішеулуй», жудець Марамуреш, автошлях 185 у напрямку Сигота.
Вид пункту пропуску — залізничний. Статус пункту пропуску — міжнародний.
Характер перевезень — пасажирський, вантажний
Пункт пропуску «Ділове» може здійснювати лише радіологічний, митний та прикордонний контроль.
Пункт пропуску «Ділове» входить до складу митного посту «Чоп—залізничний» Чопської митниці. Код пункту пропуску — 30501 12 00 (12).